# Arthel
Arthel är en kommun i departementet Nièvre i regionen Bourgogne-Franche-Comté i de centrala delarna av Frankrike. Kommunen ligger i kantonen Prémery som tillhör arrondissementet Cosne-Cours-sur-Loire. År 2022 hade Arthel 90 invånare.

## Befolkningsutveckling
Antalet invånare i kommunen Arthel
| Referens: INSEE |